# Pierwiastek kwadratowy z 2

Pierwiastek kwadratowy z 2 jest równy długości przeciwprostokątnej trójkąta prostokątnego z jednostkowymi przyprostokątnymi.

Pierwiastek kwadratowy z liczby 2 (często pierwiastek [arytmetyczny] z 2) – dodatnia liczba rzeczywista, której kwadrat jest równy liczbie 2. Jest to więc przykład liczby algebraicznej stopnia 2. Geometrycznie pierwiastek kwadratowy z 2 jest długością przekątnej kwadratu o boku długości 1, co wynika wprost z twierdzenia Pitagorasa (patrz rysunek obok).
Prawdopodobnie jest to pierwsza znana liczba niewymierna (patrz dowody niewymierności); jej rozwinięcie dziesiętne z dokładnością do 65 miejsca po przecinku wynosi
1,414213 562373 095048 801688 724209 698078 569671 875376 948073 176679 737990…
Dobrym przybliżeniem pierwiastka kwadratowego z 2 jest liczba wymierna {\displaystyle {\tfrac {99}{70}};} choć mianownik tego ułamka ma wartość zaledwie 70, to błąd wartości faktycznej jest mniejszy niż 1/10 000.

## Historia

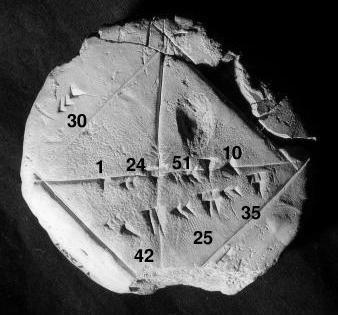
Gliniana tabliczka babilońska YBC 7289 z adnotacjami.

Gliniana tabliczka babilońska YBC 7289 (ok. 1800–1600 p.n.e.) podaje przybliżenie {\displaystyle {\sqrt {2}}} na czterech cyfrach sześćdziesiątkowych, co odpowiada dokładności około sześciu cyfr dziesiętnych:
{\displaystyle 1+{\frac {24}{60}}+{\frac {51}{60^{2}}}+{\frac {10}{60^{3}}}=1{,}41421{\overline {296}}.}
Inne wczesne przybliżenie tej wartości pochodzi ze staroindyjskich tekstów matematycznych, Sulba Sutras (ok. 800–200 p.n.e.) podaje: „Zwiększ długość [boku] o jego trzecią część i ćwierć trzeciej bez trzydziestej czwartej tej ćwierci”, co daje
{\displaystyle 1+{\frac {1}{3}}+{\frac {1}{3\cdot 4}}-{\frac {1}{3\cdot 4\cdot 34}}={\frac {577}{408}}\approx 1{,}414215686.}
To staroindyjskie przybliżenie jest siódmym w kolejności zwiększania dokładności przybliżeń opartych na ciągu liczb Pella, które mogą być wyznaczone w rozwinięciu ułamka łańcuchowego z {\displaystyle {\sqrt {2}}.}
Pitagorejczycy odkryli, że przekątna kwadratu jest niewspółmierna z jego bokiem, co dziś można by zawrzeć w stwierdzeniu, iż pierwiastek kwadratowy z 2 jest liczbą niewymierną (patrz Geometryczny dowód niewymierności). Niewiele wiadomo o czasie i okolicznościach tego odkrycia, ale często wspomniane jest imię Hippazosa z Metapontu. Obecnie uważa się, że starożytni Grecy traktowali odkrycie niewymierności pierwiastka kwadratowego z 2 jako „tajemnicę służbową”, a według legendy Hippazos miał zostać zamordowany za jej ujawnienie.

## Niewymierność
Liczba {\displaystyle {\sqrt {2}}} jest niewymierna, tzn. nie da się jej przedstawić w postaci ułamka zwykłego postaci {\displaystyle {\tfrac {m}{n}},} gdzie {\displaystyle m,\ n} są liczbami całkowitymi (ponieważ {\displaystyle {\sqrt {2}}>0,} to można ograniczyć się do dodatnich, tzn. naturalnych {\displaystyle m,\ n}). Oba przedstawione dowody są rozumowaniami nie wprost.

### Dowód geometryczny

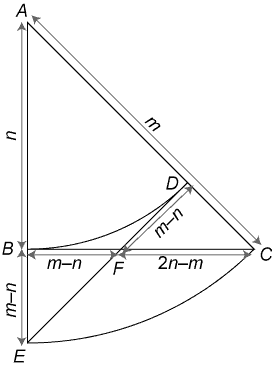
Ilustracja do geometrycznego dowodu niewymierności pierwiastka z 2.

Z twierdzenia Pitagorasa wynika, że stosunek długości {\displaystyle m} przeciwprostokątnej {\displaystyle AC} do długości {\displaystyle n} dowolnej przyprostokątnej ({\displaystyle AB} lub {\displaystyle BC}) w równoramiennym trójkącie prostokątnym {\displaystyle ABC} wynosi {\displaystyle {\sqrt {2}}.} Niech będzie on wielkością wymierną, tzn. istnieją dwie całkowite i dodatnie liczby {\displaystyle m,\ n,} dla których {\displaystyle {\sqrt {2}}={\tfrac {m}{n}},} przy czym są najmniejsze liczby o tej własności.
Przedłużając odcinek {\displaystyle AB} do odcinka {\displaystyle AE} o długości {\displaystyle m} oraz odkładając na boku {\displaystyle AC} odcinek {\displaystyle AD} o długości {\displaystyle n,} otrzymuje się wraz z punktami {\displaystyle D,\ E} również punkt {\displaystyle F} będący punktem przecięcia odcinków {\displaystyle BC} oraz {\displaystyle DE.} Ponadto można wyróżnić dwa równoramienne trójkąty prostokątne {\displaystyle EBF} oraz {\displaystyle CDF} podobne do {\displaystyle ABC} o przyprostokątnych długości {\displaystyle m-n} i przeciwprostokątnych {\displaystyle 2n-m.}
Ponieważ {\displaystyle n<m<2n,} to nieujemne długości {\displaystyle n'=m-n} oraz {\displaystyle m'=2n-m} są mniejsze odpowiednio od {\displaystyle n} oraz {\displaystyle m} i również spełniają {\displaystyle {\sqrt {2}}=m'/n'} (z konstrukcji), co przeczy założeniu minimalności liczb {\displaystyle m,\ n} o tej własności. Sprzeczność ta dowodzi, iż {\displaystyle {\sqrt {2}}} nie może być liczbą wymierną.

### Dowód arytmetyczny
Niech {\displaystyle {\sqrt {2}}} będzie liczbą wymierną, tzn. istnieją dwie takie liczby naturalne {\displaystyle m} oraz {\displaystyle n,} że {\displaystyle {\sqrt {2}}=m/n,} przy czym każdą liczbę wymierną można zapisać w postaci ułamka nieskracalnego, tzn. można założyć o liczniku i mianowniku tego ułamka, że są względnie pierwsze.
Podnosząc powyższą równość obustronnie do kwadratu, otrzymuje się {\displaystyle 2=m^{2}/n^{2},} skąd {\displaystyle 2n^{2}=m^{2}.} Ponieważ {\displaystyle 2n^{2}} jest liczbą parzystą, to i {\displaystyle m^{2}} jest parzysta. Skoro kwadrat liczby jest parzysty, to liczba też jest parzysta; stąd {\displaystyle m=2k} dla pewnej liczby naturalnej {\displaystyle k,.} Podstawienie tego wyrażenia do poprzedniego równania daje {\displaystyle m^{2}=(2k)^{2}=4k^{2},} zatem {\displaystyle 2n^{2}=4k^{2},} tj. {\displaystyle n^{2}=2k^{2},} co oznacza, że liczba {\displaystyle n^{2},} a stąd także {\displaystyle n,} jest parzysta.
Skoro {\displaystyle m,n} są jednocześnie parzyste, więc nie są względnie pierwsze. Sprzeczność ta dowodzi, że liczba {\displaystyle {\sqrt {2}}} jest niewymierna.

## Własności

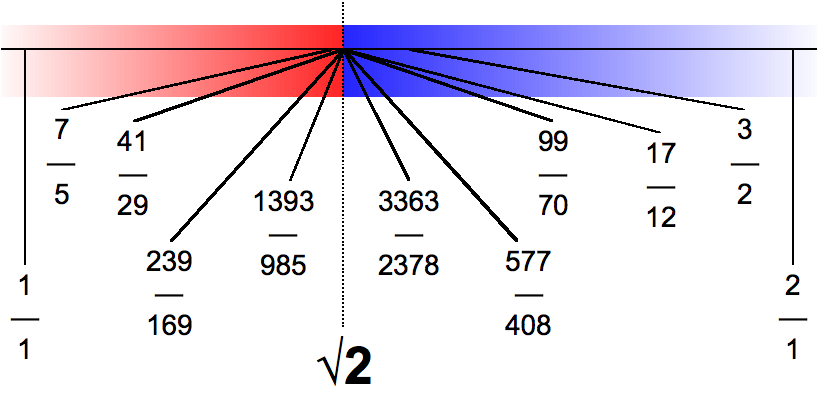
Przekrój Dedekinda dla pierwiastka kwadratowego z 2.

Poza niewymiernością opisaną w poprzedniej sekcji pierwiastek z 2 ma szereg innych własności; przykładowo połowa {\displaystyle {\sqrt {2}}} wynosząca ok. 0,70710 67811 86548, która bywa wykorzystywana przede wszystkim w geometrii i trygonometrii, gdyż wersor tworzący kąt 45° z osiami układu współrzędnych kartezjańskich na płaszczyźnie euklidesowej ma współrzędne
{\displaystyle \left({\frac {\sqrt {2}}{2}},{\frac {\sqrt {2}}{2}}\right).}
Liczba ta spełnia
{\displaystyle {\frac {\sqrt {2}}{2}}={\sqrt {\frac {1}{2}}}={\frac {1}{\sqrt {2}}}=\cos(45^{\circ })=\sin(45^{\circ }).}
Inną własnością pierwiastka kwadratowego z 2 jest:
{\displaystyle {\frac {1}{{\sqrt {2}}-1}}={\sqrt {2}}+1,}
gdyż {\displaystyle \left({\sqrt {2}}+1\right)\left({\sqrt {2}}-1\right)=2-1=1.} Jest to związane z właściwościami srebrnego podziału.
Kolejna własność pierwiastka kwadratowego z 2 to:
{\displaystyle {\sqrt {2+{\sqrt {2+{\sqrt {2+\ldots }}}}}}=2.}
Pierwiastek kwadratowy z 2 może zostać wyrażony za pomocą jednostek urojonych i, wykorzystując tylko pierwiastkowanie i operacje arytmetyczne:
{\displaystyle {\frac {{\sqrt {i}}+i{\sqrt {i}}}{i}}{\text{ i }}{\frac {{\sqrt {-i}}-i{\sqrt {-i}}}{-i}}.}
Pierwiastek kwadratowy z 2 jest także jedyną liczbą rzeczywistą różną od 1, której nieskończone potęgowanie przez siebie samą jest równe jej kwadratowi.
{\displaystyle {\sqrt {2}}^{{\sqrt {2}}^{{\sqrt {2}}^{\ \cdot ^{\cdot ^{\cdot }}}}}=2.}
Pierwiastek kwadratowy z 2 może zostać użyty do aproksymacji π:
{\displaystyle 2^{m}\underbrace {\sqrt {2-{\sqrt {2+{\sqrt {2+\ldots +{\sqrt {2}}}}}}}} _{m}\to \pi \quad {\text{ gdy }}m\to \infty }
dla {\displaystyle m} pierwiastków kwadratowych i tylko jednego odejmowania.

## Reprezentacje
Tożsamość {\displaystyle \cos(\pi /4)=\sin(\pi /4)=1/{\sqrt {2}},} przy uwzględnieniu nieskończonych reprezentacji iloczynowych dla sinusa i cosinusa, prowadzi do następującej zależności
{\displaystyle {\frac {1}{\sqrt {2}}}=\prod _{k=0}^{\infty }\left(1-{\frac {1}{(4k+2)^{2}}}\right)=\left(1-{\frac {1}{4}}\right)\left(1-{\frac {1}{36}}\right)\left(1-{\frac {1}{100}}\right)\ldots }
i
{\displaystyle {\sqrt {2}}=\prod _{k=0}^{\infty }{\frac {(4k+2)^{2}}{(4k+1)(4k+3)}}=\left({\frac {2\cdot 2}{1\cdot 3}}\right)\left({\frac {6\cdot 6}{5\cdot 7}}\right)\left({\frac {10\cdot 10}{9\cdot 11}}\right)\left({\frac {14\cdot 14}{13\cdot 15}}\right)\ldots }
lub równoważnie,
{\displaystyle {\sqrt {2}}=\prod _{k=0}^{\infty }\left(1+{\frac {1}{4k+1}}\right)\left(1-{\frac {1}{4k+3}}\right)=\left(1+{\frac {1}{1}}\right)\left(1-{\frac {1}{3}}\right)\left(1+{\frac {1}{5}}\right)\left(1-{\frac {1}{7}}\right)\ldots }
Ta liczba może także być wyrażona za pomocą szeregów Taylora z funkcji trygonometrycznych. Na przykład seria dla {\displaystyle \cos(\pi /4)} daje
{\displaystyle {\frac {1}{\sqrt {2}}}=\sum _{k=0}^{\infty }{\frac {(-1)^{k}\left({\frac {\pi }{4}}\right)^{2k}}{(2k)!}}.}
Szereg Taylora z {\displaystyle {\sqrt {1+x}}} dla {\displaystyle x=1} i silnia podwójna {\displaystyle n!!} daje
{\displaystyle {\sqrt {2}}=\sum _{k=0}^{\infty }(-1)^{k+1}{\frac {(2k-3)!!}{(2k)!!}}=1+{\frac {1}{2}}-{\frac {1}{2\cdot 4}}+{\frac {1\cdot 3}{2\cdot 4\cdot 6}}-{\frac {1\cdot 3\cdot 5}{2\cdot 4\cdot 6\cdot 8}}+\ldots }
Zbieżność szeregu może być przyspieszona przez przekształcenie Eulera, prowadzące do postaci
{\displaystyle {\sqrt {2}}=\sum _{k=0}^{\infty }{\frac {(2k+1)!}{(k!)^{2}2^{3k+1}}}={\frac {1}{2}}+{\frac {3}{8}}+{\frac {15}{64}}+{\frac {35}{256}}+{\frac {315}{4096}}+{\frac {693}{16384}}+\ldots }
Nie wiadomo, czy {\displaystyle {\sqrt {2}}} może być przedstawiony za pomocą formuły typu BBP, aczkolwiek formuły typu BBP są znane dla {\displaystyle \pi {\sqrt {2}}} i {\displaystyle {\sqrt {2}}\ln(1+{\sqrt {2}})}.

## Przybliżenia
O doniosłości tej liczby mówi fakt, iż wśród stałych matematycznych z większą dokładnością obliczono jedynie stałą π. Istnieje wiele algorytmów przybliżania pierwiastka kwadratowego z 2. Najczęściej stosowaną metodą, używaną jako podstawowa na wielu komputerach i kalkulatorach, jest tzw. „metoda babilońska” obliczania pierwiastka kwadratowego (zwana także metodą Herona), która jest jedną z wielu metod. Algorytm jest następujący:
- wybrać liczbę początkową {\displaystyle a_{0}>0,} która ma wpływ jedynie na liczbę iteracji niezbędną do osiągnięcia przybliżenia z żądaną dokładnością;
- wykonać kolejne obliczenia rekurencyjne:
{\displaystyle a_{n+1}={\frac {a_{n}+{\frac {2}{a_{n}}}}{2}}={\frac {a_{n}}{2}}+{\frac {1}{a_{n}}}.}

Zwiększenie liczby iteracji algorytmu, tj. przeprowadzenie obliczeń dla większej liczby {\displaystyle n,} zwiększa średnio dwukrotnie liczbę poprawnych cyfr rozwinięcia. Przyjęcie {\displaystyle a_{0}=1} daje następujące przybliżenia
{\displaystyle {\begin{array}{l}a_{1}&=3/2&={\boldsymbol {1}}{,}5\\a_{2}&=17/12&={\boldsymbol {1{,}41}}6\dots \\a_{3}&=577/408&={\boldsymbol {1{,}41421}}5\dots \\a_{4}&=665857/470832&={\boldsymbol {1{,}41421356237}}46\dots \\\dots \end{array}}}
W 1997 roku zespół Yasumasy Kanady obliczył wartość pierwiastka z 2 z dokładnością do 137 438 953 444 cyfr po przecinku. W lutym 2006 roku pobito rekord przybliżania tej liczby przy użyciu komputera domowego: Shigeru Kondo obliczył 200 000 000 000 cyfr po przecinku w nieco ponad 13 dni i 14 godzin, używając PC 3,6 GHz z 16 GiB pamięci.

## Zastosowania

### Format papieru

Cztery linie: cztery etapy konstrukcji arkusza o standardowych wymiarach za pomocą cyrkla i ekierki. Jeśli wymiar d wynosi 21 cm, to otrzymany prostokąt ma wymiary arkusza A4.

Stosunek długości do szerokości arkusza jest dobrym przybliżeniem √2.

Rozmiary papieru formatu A, B i C normy ISO 216 zostały celowo tak zaprojektowane, żeby po podzieleniu na dwie równe części uzyskać dwa arkusze o tych samych proporcjach długości do szerokości. Jest to możliwe, tylko jeśli ten stosunek wynosi √2. W praktyce rzeczywiste wymiary są zaokrąglone do pełnych milimetrów.
| Format | Długość [m]                                               | Szerokość [m]                                             | Powierzchnia [m²]               |
| ------ | --------------------------------------------------------- | --------------------------------------------------------- | ------------------------------- |
| A0     | {\displaystyle {\sqrt {\sqrt {2}}}}                       | {\displaystyle {\frac {\sqrt {\sqrt {2}}}{\sqrt {2}}}}    | {\displaystyle 1}               |
| A1     | {\displaystyle {\frac {\sqrt {\sqrt {2}}}{\sqrt {2}}}}    | {\displaystyle {\frac {\sqrt {\sqrt {2}}}{2}}}            | {\displaystyle {\frac {1}{2}}}  |
| A2     | {\displaystyle {\frac {\sqrt {\sqrt {2}}}{2}}}            | {\displaystyle {\frac {\sqrt {\sqrt {2}}}{2{\sqrt {2}}}}} | {\displaystyle {\frac {1}{4}}}  |
| A3     | {\displaystyle {\frac {\sqrt {\sqrt {2}}}{2{\sqrt {2}}}}} | {\displaystyle {\frac {\sqrt {\sqrt {2}}}{4}}}            | {\displaystyle {\frac {1}{8}}}  |
| A4     | {\displaystyle {\frac {\sqrt {\sqrt {2}}}{4}}}            | {\displaystyle {\frac {\sqrt {\sqrt {2}}}{4{\sqrt {2}}}}} | {\displaystyle {\frac {1}{16}}} |
Serie formatu B i C różnią się od serii A odpowiednio o czynnik ⁴√2 (~ 1,19) i ⁸√2 (~ 1,09).
Współczynniki skalujące stosowane w kserokopiarkach o wartościach 200%, 141%, 71%, 50% to przybliżone wartości (√2)n. Umożliwiają one zmianę formatu na większą lub mniejszą, bądź też wydruk 2n kopii/stron na arkusz.

### Muzyka
System równomiernie temperowany jest utworzony w następujący sposób: stosunek częstotliwości między skrajnymi nutami w oktawie wynosi 2; a cała gama jest podzielona na dwanaście równych półtonów, tj. stosunek częstotliwości między kolejnymi dźwiękami jest stały i wynosi ƒ = 21/12.
| do | do♯   | re   | re♯  | mi   | fa    | fa♯ | sol   | sol♯ | la   | la♯  | si     | do |
| 1  | 21/12 | 21/6 | 21/4 | 21/3 | 25/12 | √2  | 27/12 | 22/3 | 23/4 | 25/6 | 211/12 | 2  |
W tym systemie, kwarta zwiększona (do–fa♯) i kwinta zmniejszona (do-sol♭) są takie same, a odległość między dźwiękami wynosi 6 półtonów (tryton), których stosunek częstotliwości wynosi {\displaystyle {\sqrt {2}}.} W dawnej muzyce kościelnej używanie kwinty zmniejszonej lub kwarty zwiększonej było zakazane, ponieważ interwały te wydawały się takimi dysonansami, że uznawano je za stworzone przez diabła, nazywając je z łaciny „diabolus in musica” (dosłownie „diabeł w muzyce”).

### Elektryczność
Ogólnie znana wartość napięcia elektrycznego 230 V, to wartość skuteczna napięcia przemiennego. Aby poznać wartość maksymalną tego napięcia należy wartość skuteczną pomnożyć przez {\displaystyle {\sqrt {2}}.}
{\displaystyle U_{max}=U_{sk}{\sqrt {2}}=230V{\sqrt {2}}\simeq 325V}